# Landamt Heidelberg
Das Landamt Heidelberg war eine von 1813 bis 1826 bestehende Verwaltungseinheit im Land Baden mit Sitz in Heidelberg.

## Geschichte
Bis zum Übergang weiter Teile der rechtsrheinischen Kurpfalz an Baden als Folge des Reichsdeputationshauptschlusses 1803 hatten die Orte in der Region der alten Residenzstadt Heidelberg im weiträumigen Oberamt Heidelberg gelegen. Dieses wurde nachfolgend in zahlreiche kleinere Einheiten zerschlagen. Die näher gelegenen Orte nördlich des Neckars kamen zum Amt Unterheidelberg, die südlich des Flusses zu Oberheidelberg. 1813 wurde diese Unterscheidung nach Himmelsrichtungen aufgehoben: Das bis dahin eigenständige und außerhalb dieser Strukturen stehende Heidelberg wurde mit sieben der benachbarten Gemeinden (Dossenheim, Handschuhsheim, Kirchheim, Neuenheim, Rohrbach, Wieblingen und Ziegelhausen) zum Stadtamt Heidelberg verschmolzen. Die übrigen kamen großenteils zum ebenfalls neu errichteten Landamt, einige wenige wurden auch an andere Ämter abgegeben. Durch diese Zuordnung zerfiel das Landamt in zwei räumlich getrennte Teile. Der südwestliche lag in der Oberrheinischen Tiefebene, zwischen dem Hardtwald im Westen und der Bergstraße im Osten, der nordöstliche im Odenwald hatte zuvor mehrheitlich dem 1807 aufgelösten Stabsamt Waldeck angehört. 
1814 wechselte Eppelheim vom Land- zum Stadtamt. Dies wurde 1819 rückgängig gemacht, außerdem kamen Dossenheim, Kirchheim, Rohrbach und Wieblingen zum Landamt, dadurch entstand eine schmale Verbindung der bis dahin getrennten Teile. 1826 wurden Land- und Stadtamt zum neuen Oberamt Heidelberg zusammengeschlossen, erster Leiter wurde der bisherige Stadtdirektor Ludwig Wild. Zum Zeitpunkt seiner Auflösung lebten im Landamt 17.230 Einwohner, sie verteilten sich auf diese Gemeinden, Orte und Wohnplätze:
- Altenbach 456, zusätzlich
  - Hinterheubach 24
  - Kohlhof 23
  - Ringshof 14
  - Röschbach 14
- Brombach 267
- Bruchhausen 248
- Dossenheim 1238, zusätzlich
  - Schwabenheim 97
- Eppelheim 711
- Glashütte, das ist Peterstal 206
- Grenzhof 135
- Heddesbach 326
- Heiligkreuzsteinach 407, zusätzlich
  - Altneudorf 370
  - Eiterbach 190
  - die als Obergemeinde zusammengefassten Lampenhain, Vorderheubach, Bärsbach und Hohenöd 246
- Kirchheim 1021, dazu
  - Pleikartsförster Hof und Hegenichshof 47
- Leimen 1361
- Nußloch 1637
- Rohrbach mit Bierhelderhof 1186
- Rippenweier 164, dazu
  - Heiligkreuz 81
  - Hilsenhain 67
  - Rittenweier 50
- Ritschweier mit Oberkunzenbach 60
- Sandhausen 1032
- Schönau 1416, mit Lindenbacher Hof, dazu
  - Michelbucher Hof 57
  - Hasselbacher Hof 23
- St. Ilgen 380
- Walldorf 1704
- Wieblingen 1002
- Wilhelmsfeld 552
- Wüstmichelbach 69, dazu
  - Steinklingen 66
  - Oberflockenbach 182

## Spätere Entwicklung
Sofern nicht in die Stadt Heidelberg eingemeindet, kamen die meisten der Orte 1939 zum Landkreis Heidelberg, Rippenweier, Rittenweier (ohne Hilsenhain) und Ritschweier über das Bezirksamt Weinheim zum Landkreis Mannheim. Seit der Kreisreform 1973 zählen sie alle zum Rhein-Neckar-Kreis.

## Übergeordnete Behörde
Im Rahmen der Verwaltungsgliederung Badens übergeordnete Behörde war der Neckarkreis mit Sitz in Mannheim.